# Olav Nesse
Olav Nesse, född 13 december 1916 i Hammerfest, var en norsk arkitekt. 
Nesse blev student 1936 och utexaminerades från Norges tekniske høgskole 1941. Han var arkitekt vid Brente steders regulering 1942–1946, avdelningsarkitekt vid Oslo regleringsväsende 1946–1948, regleringschef i Stavanger 1948-1956 och blev stadsplanechef i Bergen 1956. Han var ordförande i Stavanger Arkitektforening 1952–1954 och medlem av juryn för tre arkitekttävlingar 1954.